# MOMOIRO CLOVER Z
『MOMOIRO CLOVER Z』は、ももいろクローバーZが4人体制になって初めてリリースしたオリジナル・アルバム。人生で起こる様々な感情の起伏をショー仕立てで表現するコンセプトとなっており、初となる洋楽の日本語カバーや新ジャンルの楽曲群で構成。
2019年5月17日に発売された。発売日はランキングに有利とされる水曜日ではなく、グループ結成日に重ねたために金曜日となった。
結果的には、オリコンCDアルバムランキングで2作連続・通算4作目の1位、またデジタルアルバムのランキングでも自身初の1位となり、CD＆デジタル同時1位を記録した。

## 概要
本アルバムの制作は、2018年の結成10周年記念ライブ『The Diamond Four -in 桃響導夢-』にて発表した。その後、毎月1曲ずつ計5曲を先行配信。この年の挑戦として、グループ初となるミュージカルや、“歌を響かせる、音を届ける”をテーマにした『ももいろクリスマス2018 DIAMOND PHILHARMONY』などを経験し、10周年イヤーで得た表現力を反映させたアルバムとなった。

グループ初のセルフ・タイトル作品として、結成11周年記念日となる2019年5月17日にリリース。3年3か月ぶりの5thアルバムとなり、リーダーの百田夏菜子は「現在進行系のももいろクローバーZをかき集めた構成」だと述べ、その大人びた楽曲群に関して玉井詩織は「今の年齢でしか歌えない」とコメントしている。佐々木彩夏は「本当に新しい挑戦をした感じです」と振り返り、高城れにはアルバムに込めた想いを次のように語っている。
| 「 | 今回はアルバム全体で“ショータイム”をテーマにしていて、デビューからの11年間で私たちに起こった全てのことを、一つのショーとして集約しています。 聴いてくれる皆さんにも、それぞれの人生という名のショーと重ねてもらいつつ、このアルバムに込めた『どんなに小さなことにも夢が詰まってるんだよ』というメッセージに共感してもらえたら嬉しいですね。 | 」 |

## 収録曲
CDシングル曲を1曲も収録せず、すべて新曲（先行配信曲を含む）という異例の構成となっている。すべての曲においてミュージックビデオが制作され、いずれも異なる若手ディレクターが起用されたことも話題となった。「ロードショー」や「MORE WE DO!」のミュージックビデオが、ヴェイパーウェイヴと呼ばれる音楽ジャンルを意識するなど、型破りなテイストのものが散見される。

### CD
1. ロードショー
作詞・作曲・編曲：月蝕會議 / サンプリング部分 作詞：Filip De Wilde・Jean-Paul De Coster・Ray Rollocks・Patrick De Meyer / サンプリング部分 作曲：Filip De Wilde・Jean-Paul De Coster・Carlos Meire
歌詞・動画 - 歌ネット
  - 1992年の世界的ヒットナンバーである2 Unlimitedの「Twilight Zone」をサンプリングした、ジュリアナ系ユーロビート
  - コーラス部分の歌詞は“Ladies and gents! Who's next? Be careful, Now!”“Ladies and gents! Let's enjoy! Show must go on!”
  - 高城れにと結婚した、現中日ドラゴンズの宇佐見真吾選手の、北海道日本ハムファイターズ時代の登場曲でもある[7]。
2. The Diamond Four（ザ ダイヤモンド フォー）
作詞・作曲・編曲：invisible manners（平山大介・福山 整）
歌詞・動画 - 歌ネット
  - 本アルバムのリード曲。ラップは音源の4～5倍の量を制作し、その中から厳選。また、全く別の楽曲を何曲も作成しては抜粋して組み合わせる「サンプリングコラージュ」という技法も取り入れられている[8]。
  - 歌詞に出てくるMAILLOT JAUNE（マイヨ・ジョーヌ）とは、自転車レースのツール・ド・フランスにおいて、個人総合成績1位の選手に与えられる黄色のリーダージャージのこと。ツール・ド・フランスの英語での略称はTDFであり、本曲のタイトルを連想させるものとなっている。
3. GODSPEED（ゴッドスピード）
作詞：前田たかひろ / 作曲：小澤達紀 / 編曲：Integral Clover（agehasprings）
歌詞・動画 - 歌ネット
  - タイトルの“godspeed”は「幸運や成功の祝福」を意味する単語であり、本楽曲においてはダブルミーニングとして「神がかった速さ」を表現している。『第36回全日本大学女子駅伝』と『第4回さいたま国際マラソン』（日本テレビ系列）の中継応援ソングに起用された。2022年には『しずおか市町対抗駅伝』のテーマソングにもなった。
4. あんた飛ばしすぎ!!
作詞：オークラ・二牟礼卓巳 / 作曲：二牟礼知巳 / 編曲：GARLICBOYS
歌詞・動画 - 歌ネット
  - GARLICBOYS「あんた飛ばしすぎ」をオリジナル詞でリメイク
5. 魂のたべもの
作詞：岩里祐穂 / 作曲・編曲：横山克
歌詞・動画 - 歌ネット
  - ブルガリアにて、40人の弦楽隊と聖歌隊で音源を収録。作曲の横山克は「“絶望から這い上がり、地に足をつけて立ち上がる”というのが最初のモチーフでした。この壮大なストーリーには広いスタジオと大編成が必要でした」としている[8]。
6. Re:Story（リ ストーリー）  
作詞・作曲・編曲：invisible manners（平山大介・福山 整）
歌詞・動画 - 歌ネット
  - メールなどにも使われる「Re:」は本来、ラテン語由来で「～に関して」という意味があり、本楽曲のタイトルにおいても「（私の人生における）ストーリーに関して」という意味合いで使われている。
  - 2018年に全国各地のゲームセンターで稼働開始したコナミアミューズメントの音楽ゲーム「beatmania IIDX 26 Rootage」にライブ映像付きで収録された。映像は「MomocloMania2018 -Road to 2020-」のもの。
7. リバイバル
作詞：Chica・Amon Hayashi / 作曲：Dirty Orange・Chica / 編曲：Dirty Orange
歌詞・動画 - 歌ネット
  - 「復活・再生」というテーマを描いた、オリエンタル調のEDM
8. 華麗なる復讐
作詞：zopp / 作曲：Junxix. / 編曲：かずぼーい.
歌詞・動画 - 歌ネット
  - 復讐をテーマに、荘厳なコーラスで攻撃的に歌い上げるミュージカル調の楽曲。ラストがインド風の曲調になるのは、“華麗”と“カレー”をかけているとみられる[要出典]。
9. MORE WE DO!（モア ウィ ドゥ!）
作詞：ユウキ / 作曲：マナ / 編曲：CHAI
歌詞・動画 - 歌ネット
  - 同世代のガールズバンドであるCHAIが提供。高城れにが印象的なパートを歌唱しており、本人は「高城曲」と述べている[9]。
10. レディ・メイ
作詞：松尾レミ / 作曲：GLIM SPANKY / 編曲：亀本寛貴
歌詞・動画 - 歌ネット
  - 男女ロックユニットのGLIM SPANKYが提供したブルースロック
11. Sweet Wanderer（スウィート ワンダラー）
作詞：高橋久美子 / ラップ作詞・作曲・編曲：invisible manners（平山大介・福山 整）
歌詞・動画 - 歌ネット
  - スズキ・ハスラー特別仕様車「Wanderer」タイアップソング
12. 天国のでたらめ
作詞・作曲：志磨遼平（ドレスコーズ） / 編曲：ケンモチヒデフミ（水曜日のカンパネラ）
歌詞・動画 - 歌ネット
  - グループ主演のミュージカル「ドゥ・ユ・ワナ・ダンス？」挿入歌
13. The Show（ザ ショー）
作詞・作曲：Lenka Kripac・Jason Reeves / 日本語訳詞：EMI K. Lynn
歌詞・動画 - 歌ネット
  - オーストラリアの人気歌手レンカの代表曲を日本語詞カバー

ボーナストラック
1. ももクロの令和ニッポン万歳!
作詞・作曲：前山田健一 / 編曲：徳田光希
歌詞・動画 - 歌ネット
  - 1stアルバム『バトル アンド ロマンス』でもボーナストラックに収録されていた「ももクロのニッポン万歳!」をセルフ・リメイクした作品である。
  - 福島県のパートで歌詞に登場する＜ココ☆ナツ＞は、同曲のミュージックビデオを県内のスパリゾートハワイアンズで撮影（2010年）したことに由来する。
  - 岩手県のパートでの＜わんこそば大会7位！ ぉめ、何人中だそれ？ え、8人！＞という歌詞は、玉井詩織が『第54回わんこそば全日本大会』（2012年）に出場したエピソードに由来する。出番直前に控室でご当地ハンバーガーを食べてしまい、全く結果が出せなかったというものである。
  - 福井県のパートでの＜メガネ作ったわー＞という歌詞は、国内生産90％以上のシェアを誇る同県の鯖江市に2010年、メンバーが訪れてオリジナルメガネを作ったことに由来する。
  - 新潟県のパートでの＜私達ココで式を挙げました＞という歌詞は、2016年に百田夏菜子と玉井詩織が新潟県民会館で開催した「ももたまい婚」という結婚披露宴をイメージしたコンサートに由来する。
  - 沖縄VS北海道パートに登場する＜雪の中で入れ歯見つけた＞という高城れにのエピソードは、2015年にBlu-ray&DVDのプロモーションで、札幌を訪問した際のブログで語られている[10]
  - 兵庫県のパートでの＜ドラマでお世話になったな＞という歌詞は、百田夏菜子がNHK連続テレビ小説「べっぴんさん」（2016年）にメインキャストで出演していたことに由来する。
  - 和歌山県のパートでの＜ハワイのつもりがパンダ＞という歌詞は、日テレポシュレとのコラボ企画（2018年）でのエピソードに由来する。高城れにと佐々木彩夏が発案の「10周年記念パーティーセット ハワイの玉手箱を作りたい！」にて、ハワイロケを期待していた2人が、“日本のハワイ”を売りにしている和歌山県の白浜町に連れてこられ、地元名物のジャイアントパンダの格好をさせられた、というものである。
  - 京都府のパートでの＜時代劇を撮りましたえ＞という歌詞は、NHK BSプレミアムで放送された「伝七捕物帳」（2016年）にメンバーがゲスト出演したことに由来する。
  - 奈良県のパートでの＜桃色空（ピンクゾラ）が生まれた＞という歌詞は、同曲を作った堂本剛が地元である奈良県の空を描写した、というエピソードに由来する。
  - 滋賀県のパートでの＜近江牛づくし4 days＞という歌詞は、「ももクロ春の一大事2018 in 東近江市」での2日間のライブと、リハーサル等で滞在した2日間を合わせた日程に由来する。
  - 徳島県のパートでの＜渦潮みれなかった＞という歌詞は、玉井詩織が「青春ツアー」（2018年）の際に大鳴門橋を訪れたものの、時間帯の関係で渦潮が発生しなかったというエピソードに由来する。
  - 三重県のパートでの＜なばなに行きてぇ＞という歌詞は、「青春ツアー」（2017年）でのエピソードに由来する。＜なばな＞とは、なばなの里という有名な植物園のことであり、以前から百田夏菜子が訪れたいと思っていたものの、ツアー前日のロケ企画では有安杏果が訪問。当日のステージ上で、百田が有安に八つ当たりをした、というものである。
  - 静岡県のパートは同県出身の百田夏菜子が歌唱しており、2012年版の「ももクロのニッポン万歳!」では＜茶畑に育てられました＞という歌詞だった。しかし百田が「両親に育てられたんだけど…」と作詞者にこぼしたこともあり、今作では＜茶畑と両親に育てられました＞に変更されている。
  - 長崎県のパートでの＜ラバーズ大使よ＞という歌詞は、グループが長崎市から「長崎〇〇LOVERSアンバサダー」に任命（2019年）されたことに由来する。
  - 宮崎県のパートでの＜マンゴーじゃんけん＞という歌詞は、「青春ツアー」（2018年）の際に、メンバーが地元名産の高級マンゴー獲得をかけて、本気のじゃんけん対決をしたというエピソードに由来する。
  - 鹿児島県のパートでの＜ロケット感動＞という歌詞は、玉井詩織の生誕地が同県の種子島で、宇宙センターがあることに由来する。

### Blu-ray（初回限定盤Aのみ）
【LIVE】

ももいろクローバーZ ジャパンツアー「青春」

＠東京都・中野サンプラザホール公演

＜音声特典＞メンバーオーディオコメンタリー

【MUSIC VIDEO】

「Re:Story」

「あんた飛ばしすぎ!!」

「天国のでたらめ」

「GODSPEED」

「Sweet Wanderer」

「The Diamond Four」

### 特典CD（初回限定盤Bのみ）
人気曲をZZ ver.（ダブルゼータ バージョン）として4人で再録。アレンジも一新されている。配信限定アルバム『ZZ’s』には、これらの楽曲および「ココ☆ナツ -ZZ ver.-」「サンタさん -ZZ ver.-」を収録。
1. 行くぜっ！怪盗少女 -ZZ ver.- （作詞・作曲：前山田健一 / 編曲：invisible manners）※編曲者が原曲と異なる

2. 走れ！ -ZZ ver.-（作詞：NOBE、モリモトコージ / 作曲：KOJI oba、michitomo / 編曲：michitomo）

3. 全力少女 -ZZ ver.- （作詞：琴織、前山田健一 / 作曲：千葉直樹、michitomo / 編曲：NARASAKI）※編曲者が原曲と異なる

4. Chai Maxx -ZZ ver.- （作詞：只野菜摘 / 作曲・編曲：横山克）

5. オレンジノート -ZZ ver.- （作詞・作曲・編曲：ツキダタダシ）

6. Z伝説 ～ファンファーレは止まらない～ （作詞・作曲：前山田健一 / 編曲：tatsuo）

7. DNA狂詩曲(ラプソディ) -ZZ ver.- （作詞：前田たかひろ / 作曲：大隅知宇 編曲：R・O・N）※編曲者が原曲と異なる

8. ツヨクツヨク -ZZ ver.- （作詞：湯汲哲也、HIROKO / 作曲：湯汲哲也 編曲：鈴木Daichi秀行）

9. MOON PRIDE -ZZ ver.- （作詞・作曲・編曲：Revo）

10. 『Z』の誓い -ZZ ver.- （作詞：森 雪之丞 / 作曲：NARASAKI / 編曲：長谷川智樹）※編曲者が原曲と異なる

## 参加ミュージシャン
[ ]は演奏時間
| ロードショー [4:29] - All Instruments by 月蝕會議 The Diamond Four [3:47] - Programming, Bass, Guitar & Keyboards: invisible manners - Scratch: YAMAGAMI GODSPEED [4:23] - E.Guitar & A.Guitar: 佐々木正明 - Programming & All Other Instruments: Integral Clover (agehasprings) あんた飛ばしすぎ!! [4:08] - Guitar: Larry (GARLICBOYS) - Bass: Pessin (GARLICBOYS) - Drums: Ryo (GARLICBOYS) - Special Guest Vocal: GARLICBOYS 魂のたべもの [5:10] Music Production in Sofia - Orchestra: Sofia Session Orchestra - Conductor: Georgi Elenkov, PhD - Concertmaster: Irina Stoyanova - Choir: Vanya Moneva Choir - Choir's Conductor: Vanya Moneva Music Production in Tokyo - Programming, Keyboards: 横山 克 - Score & Programming Assistant: 橋口佳奈、半田 翼、濱田菜月、佐藤リオ、柏木恒希 Re:Story [5:21] - Programming, Bass & Keyboards: invisible manners - Electric Guitar: 伏見 蛍 - Acoustic Guitar: invisible manners、伏見 蛍 リバイバル [4:35] - All Instruments & Programming: Dirty Orange for Digz, Inc. Group - Backing Vocals: Nao Anno | 華麗なる復讐 [5:47] - Piano: 北村真奈美 - Guitar: 香取真人 - Bass: okamu. - Strings: okimasuDJVstrings - 1st Violin: 沖増菜摘、吉田篤貴 - 2nd Violin: 伊藤 彩、東山加奈子 - Viola: 角谷奈緒子、河村 泉 - Cello: 結城貴弘、村中俊之 - Chorus: MARU、Chihiro Sings、YOMA、孝介、JUNANASTA. MORE WE DO! [3:06] - Keyboards: マナ (CHAI) - Guitar: カナ (CHAI) - Bass: ユウキ (CHAI) - Drums: ユナ (CHAI) - Scratch: DJ PINK レディ・メイ [3:41] - Guitar: 亀本寛貴 - Drums: mabanua - Bass: 櫻井陸来 - Keyboard: 高野 勲 - Trumpet: 小澤篤士 - Tenor Saxophone: 竹上良成 - Trombone: 鹿討 奏 Sweet Wanderer [5:19] - Programming, Bass & Keyboards: invisible manners - Electric Guitar: 平山大介 (invisible manners) 天国のでたらめ [5:11] - All Instruments by ケンモチヒデフミ The Show [4:00] - Drums, Percussion: 朝倉真司 - Electric Bass: 千ヶ崎 学 - Acoustic Piano, Vibraphone & Glockenspiel: 青木慶則 - Acoustic & Electric Guitar, Computer Programming: 近藤研二 - Trumpet: エリック・ミヤシロ - Tenor Saxophone: 山口宗真 - Trombone: 中川英二郎 ももクロの令和ニッポン万歳！ [5:13] - Programming: 前山田健一、徳田光希 - Guitar: 川渕龍成 |

## 5th ALBUM『MOMOIRO CLOVER Z』SHOW at 東京キネマ倶楽部
アルバムの世界観を再現するライブショーを、東京キネマ倶楽部で2019年5月16日と17日に開催。Blu-ray & DVDとして発売されている（メンバーのオーディオコメンタリーの音声を、映像に合わせて再生可能）。定額制動画配信サービスでは、「dTV」が2022年に独占配信を開始した。
ドラァグクイーン（ゲイが女装をしたパフォーマンス集団）とのコラボレーションが見どころとなり、未成年者の参加は不可という異例のライブとなった。
全体がストーリー仕立てとなっており、セリフやMCなしでアルバムの収録順に楽曲を披露。歌とダンスと表情だけで物語を表現するコンセプトのため、600人収容という小さな会場が選定された（開催前年の段階では大規模な会場が押さえられていたものの、アルバムの世界観が決まった段階で変更された経緯がある）。
演出は「クローバーとダイヤモンド」のMVも手掛けた多田卓也が担当。ストーリー中で印象的に用いられた“わたあめ”は後日、原宿竹下通りの人気店「TOTTI CANDY FACTORY」で、期間限定コラボレーション商品として販売された。
（参照サイト：ももクロ at 東京キネマ倶楽部プレミアムショーの舞台裏を多田卓也監督と振付師のavecooが語る）